# Nostoc

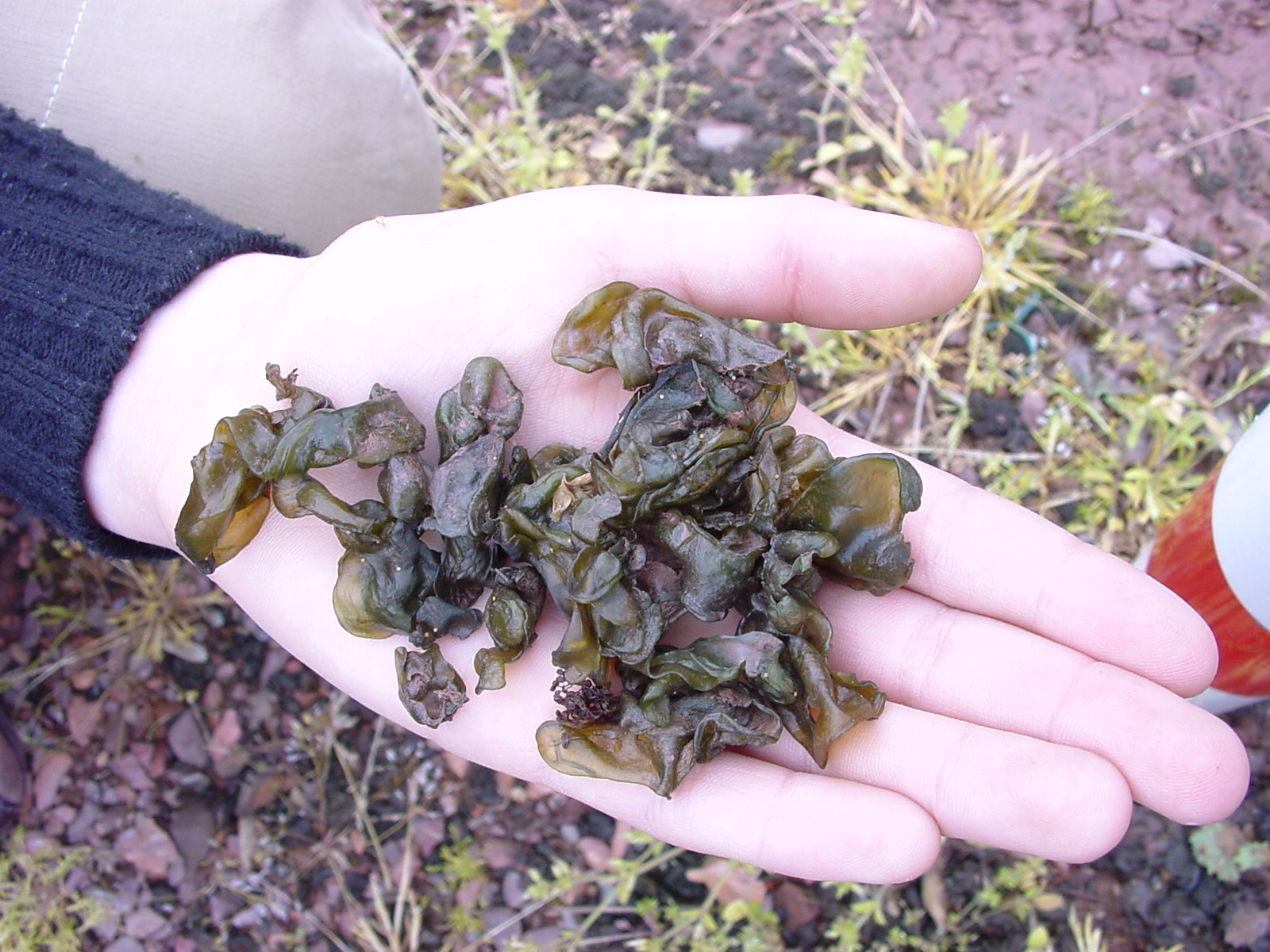
Aspecto macroscópico de las colonias de Nostoc commune.

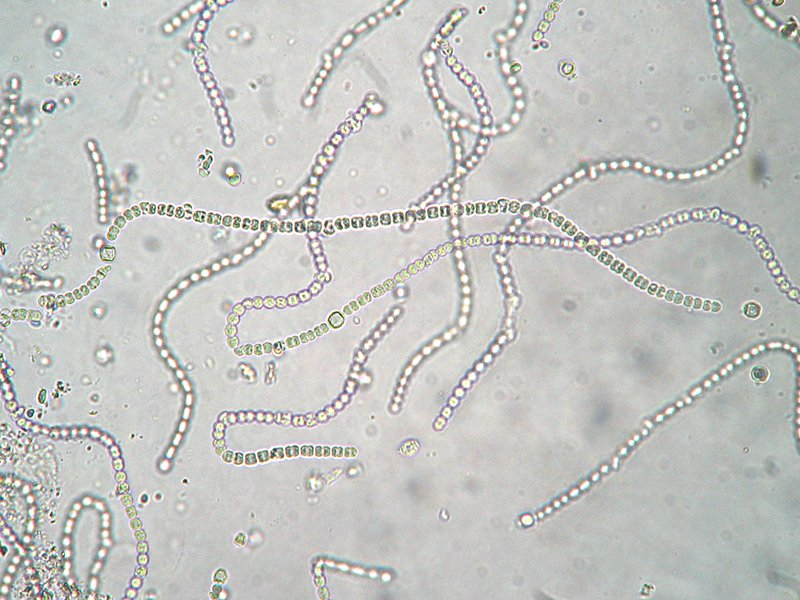
Aspecto microscópico de Nostoc commune.

Nostoc es un género de cianobacterias de agua dulce o terrestres, perteneciente a la familia Nostocaceae, del orden Nostocales, que forma colonias esféricas y compuestas de filamentos (tricomas).

## Características
Dichos filamentos se componen a su vez de células esféricas o con forma de barril de talla uniforme. Son de color azul verdoso o verde oliva. Los filamentos doblados, enroscados, esféricos o arrollados son largos y se presentan ligados por el mucílago firme. 
Las colonias pueden ser microscópicas o macroscópicas. Las colonias esféricas pueden llegar a tener 30-50 centímetro de diámetro. Su textura puede ser lisa o verrugosa. Las envolturas mucilaginosas son firmes y anchas, amarillas, marrones, o de color negro, y se ven más fácilmente en colonias jóvenes. 
Los heterocistos son solitarios, esféricos o en forma de barril, y pueden ser intercalares o localizados en los extremos de los tricomas. Las acinetos son elipsoidales y solo levemente más grandes que las células vegetativas. Las acinetos de Nostoc están situadas generalmente a medio camino entre los heterocistos. Esto lo diferencia del género Anabaena, donde las acinetos normalmente se encuentran adyacentes a los heterocistos.

### Un nuevo microbiocida
Una proteína, CV-N (cyanovirin-N), aislada de unos cultivos de Nostoc ellipsosporum inactiva "in vitro" de forma irreversible los cultivos de virus responsables de la immunodeficiencia humana. (National Cancer Institute, Maryland, 1977).

## Especies
- N. azollae
- N. caeruleum
- N. carneum
- N. comminutum
- N. commune
- N. ellipsosporum
- N. flagelliforme
- N. linckia
- N. longstaffi
- N. microscopicum
- N. muscorum
- N. paludosum
- N. pruniforme
- N. punctiforme
- N. sphaericum
- N. sphaeroides